# جون هنري فولي
جون هنري فولي (بالإنجليزية: John Henry Foley)‏ هو نحات أيرلندي، ولد في 24 مايو 1818 في دبلن في جمهورية أيرلندا، وتوفي في 27 أغسطس 1874 في لندن في المملكة المتحدة.